# Villimpenta
Villimpenta é uma comuna italiana da região da Lombardia, província de Mântua, com cerca de 2.096 habitantes. Estende-se por uma área de 14 km², tendo uma densidade populacional de 150 hab/km². Faz fronteira com Castel d'Ario, Gazzo Veronese (VR), Roncoferraro, Sorgà (VR), Sustinente.

## Demografia
| Variação demográfica do município entre 1861 e 2011                               |
|                                                                                   |
| Fonte: Istituto Nazionale di Statistica (ISTAT) - Elaboração gráfica da Wikipedia |